# Favillea argillacea
Favillea argillacea är en svampart som beskrevs av Fr. 1848. Favillea argillacea ingår i släktet Favillea och familjen rottryfflar.   Inga underarter finns listade i Catalogue of Life.